# روی هدر
روی هدر (انگلیسی: Roy Heather؛ ‏ ۲۰ مهٔ ۱۹۳۵ – ۳ سپتامبر ۲۰۱۴) بازیگر اهل بریتانیا بود.
از فیلم‌ها یا مجموعه‌های تلویزیونی که وی در آن‌ها نقش داشته است، می‌توان به پوآرو و لبه تاریکی اشاره نمود.